# 下赖兴巴赫
下赖兴巴赫是德国巴登-符腾堡州的一个市镇。总面积6.30平方公里，总人口2229人，其中男性1085人，女性1144人（2011年12月31日），人口密度354人/平方公里。